# ورزشگاه بانانتس
 ورزشگاه بانانتس  یک ورزشگاه فوتبال است که در شهر ایروان در کشور ارمنستان قرار دارد.ساخت این ورزشگاه با همکاری یوفا از سال ۲۰۰۶ آغاز شد و در سال ۲۰۰۸ به طور رسمی افتتاح گردید.
این ورزشگاه محل انجام بازی‌های خانگی تیم فوتبال بانانتس می‌باشد و گنجایش ۶٬۰۰۰ تماشاگر را دارد. سه زمین در اطراف این ورزشگاه قرار دارد که برای تمرین باشگاه جوانان بانانتس مورد استفاده قرار می‌گیرد.

## نگارخانه

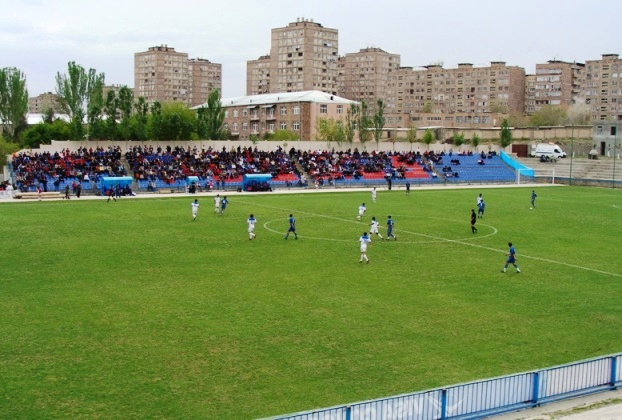
ورزشگاه بانانتس
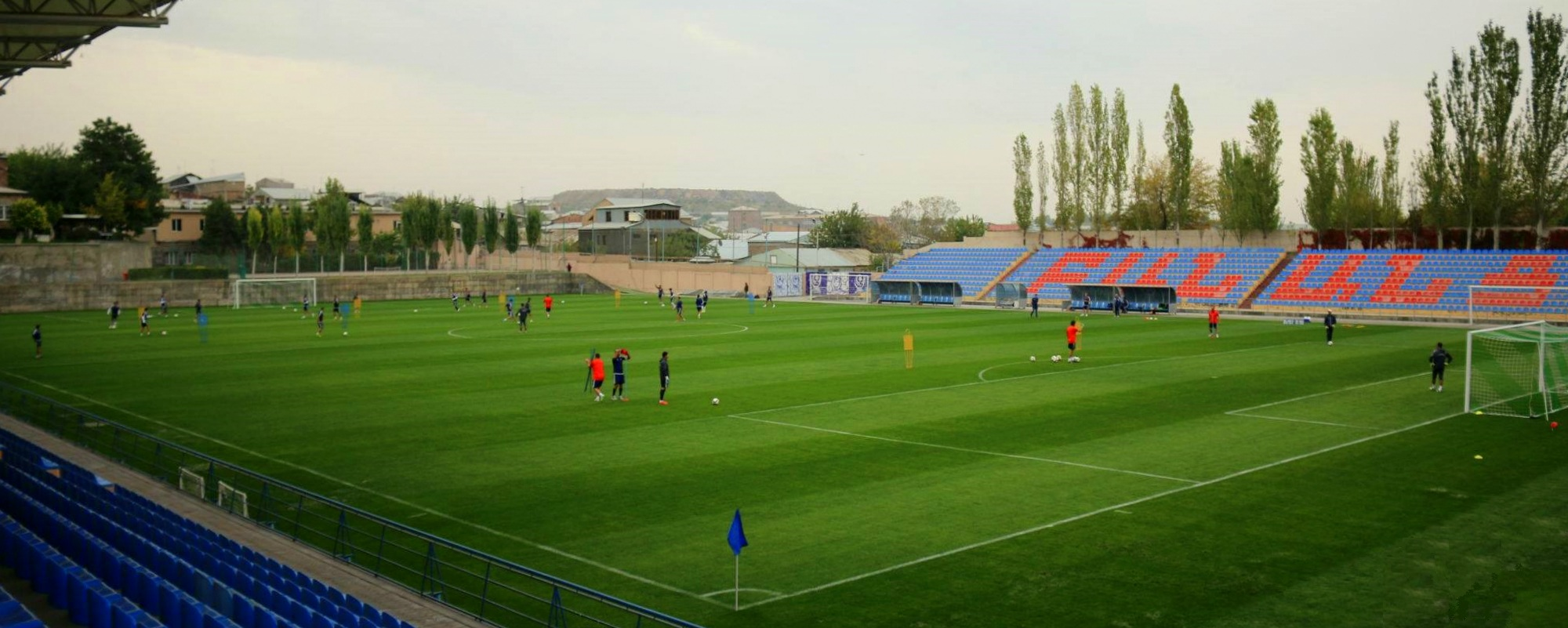
نمای کلی
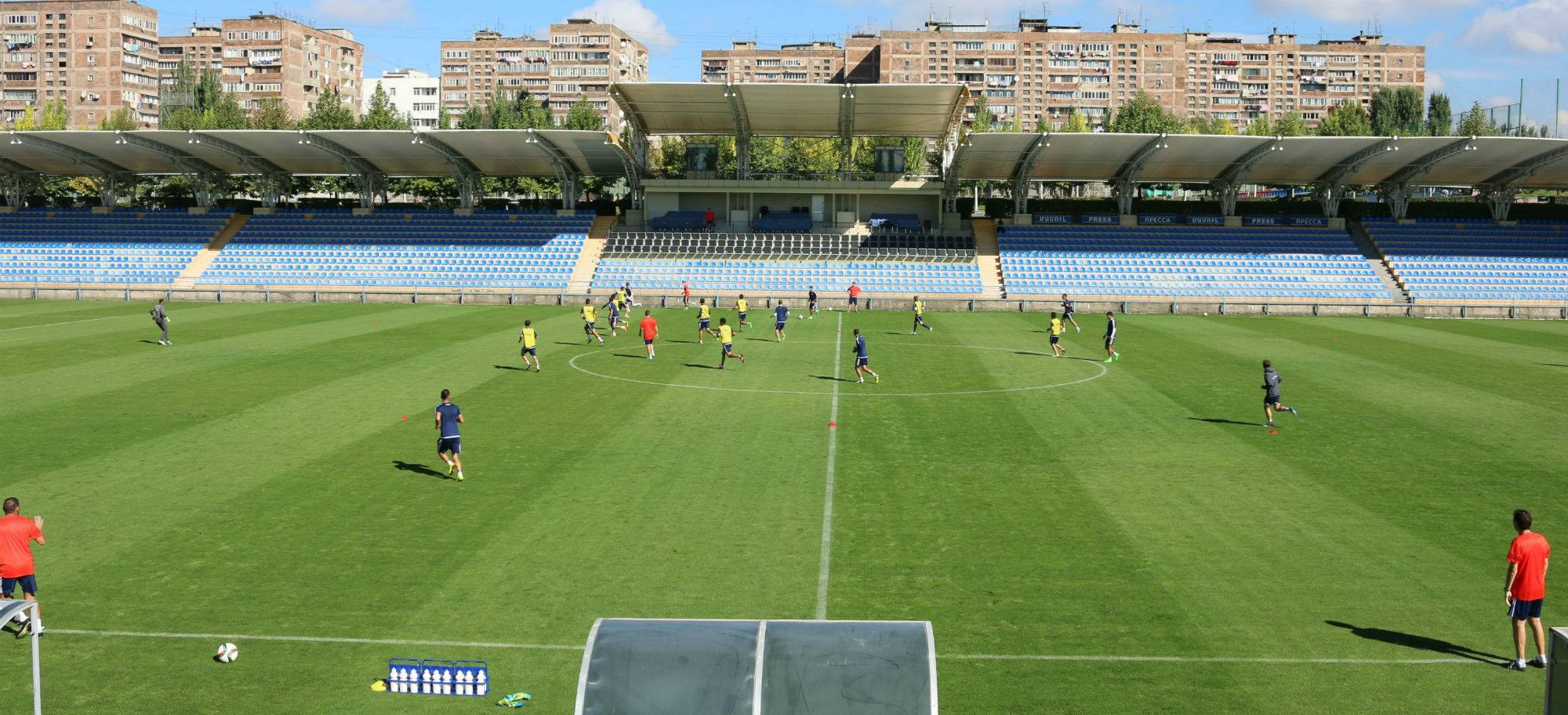
جایگاه اصلی